# 海軍暗号書D
海軍暗号書D（かいぐんあんごうしょでい）は、日本海軍が用いた暗号書の一つ。

## 概要
日本海軍が1939（昭和14）年6月以降使用を開始した5桁乱数字暗号。発信用（組立）と受信用（翻訳）の二冊で構成され、収録言語2万5000語に、それぞれ異なる5桁の数字が割り振られている。この「暗号書」に「乱数表」が付随していて、「暗号書」で得た5桁数字に「乱数表」の5桁数字を非算術的加算（桁を繰り上げない足し算）し、その数字をモールス符号で無線送信する。
暗号書表には「戦略常務用」「戦術用」「情報用」「部外共用」「略語及び呼出符号」他の種類があり、「戦略常務用」のうち、高級司令部用の「暗号書甲」、軍需補給用の「暗号書辛」がほとんど使われなかったのに対し、「暗号書D」はもっとも広範囲に使用されたものであって、重要な通信文の秘匿はほとんどD暗号によった。

## 暗号の更新
日本海軍は、1939年6月から使用を開始した「海軍暗号書D」の原本を1940年12月1日改編し、「一般乱数表第五号」はそのままで、1941年1月31日まで使用した。
その後、改編「暗号書D」は「一般乱数表第六号」を1941年2月1日から同年7月31日まで、引き続き「一般乱数表第七号」を1941年8月から同年12月3日まで使用した。この暗号で電文「新高山登レ一二〇八」は組立てられた。
そして開戦4日前の1941年12月4日より1942年5月27日までの6ヶ月近くまで「一般乱数表第八号」を使用した。ミッドウェー作戦出撃当日まで使用していたこの暗号が解読されていたため、作戦準備に追われて飛び交う機密電は、作戦計画や使用すべき戦術などを米側に暴露した。
5月28日から使用開始した「海軍暗号書D壱」と「一般乱数表第九号」は、本来5月1日を更新日としていたが、対米開戦以来急速に作戦地域が拡大したため、暗号書配布の面で無理があり、実施が予定より1ヶ月近く遅れた。暗号の配布計画実施及び整備は、海軍省官房所属の海軍文庫が行ったが、聯合艦隊主導の作戦計画に対応しきれず、この遅れがミッドウェー海戦の敗北につながった。
軍令部はミッドウェー作戦における暗号の被解読はないとしたものの、この敗北により一部暗号書の漂流の危惧があったので、情報用を除く全暗号書を更新した。

## 暗号事故
米軍が1942年1月に撃沈した伊号124潜水艦から暗号書を引き揚げ、たちまち暗号解読の速度が上がったという話もあるが、現時点では、米豪海軍は回収できていなかったというのが定説である。。
1942年12月以降は、呂暗号書が全部隊で使用されることになった。これはD暗号が解読された可能性に対応したものではなく、ミッドウェー海戦で重巡洋艦「三隈」が放置され、その最後を確認したものがいなかったためである。1943年2月のガダルカナル島撤収作戦（ケ号作戦）が、米軍に撤退意図を気づかれることなく成功していることを見ても、この時期、日本軍の暗号の多くが解読されていたわけではない。